# جوزيف أشبروك
جوزيف أشبروك (بالإنجليزية: Joseph Ashbrook)‏ هو عالم فلك أمريكي، ولد في 4 أبريل 1918 في فيلادلفيا في الولايات المتحدة، وتوفي في 4 أغسطس 1980.